# Tailandia en los Juegos Olímpicos de la Juventud 2018
Tailandia participó en los Juegos Olímpicos de la Juventud 2018 en Buenos Aires, Argentina, celebrados entre el 6 y el 18 de octubre de 2018. La delegación estuvo conformada por 57 atletas en 21 disciplinas y obtuvo cinco medallas doradas, cinco de plata y dos de bronce en las justas.

## Medallero
| Medalla                         | Nombre                                | Deporte                | Evento              | Fecha          |
| como Tailandia                  | como Tailandia                        | como Tailandia         | como Tailandia      | como Tailandia |
| ------------------------------- | ------------------------------------- | ---------------------- | ------------------- | -------------- |
| Medalla de oro                  | Kanthinda Saengsin                    | Taekwondo              | 55 kg femenino      | 9 oct          |
| Medalla de oro                  | Supatchanin Khamhaeng                 | Levantamiento de pesas | +63 kg femenino     | 13 oct         |
| Medalla de oro                  | Atthaya Thitikul Vanchai Luangnitikul | Golf                   | Equipo mixto        | 15 oct         |
| Medalla de oro                  | Panpatchara Somnuek                   | Boxeo                  | 57 kg femenino      | 17 oct         |
| Medalla de oro                  | Atichai Phoemsap                      | Boxeo                  | 60 kg masculino     | 17 oct         |
| Medalla de plata                | Natthawat Chomchuen                   | Levantamiento de pesas | 56 kg masculino     | 7 oct          |
| Medalla de plata                | Nareupong Thepsen                     | Taekwondo              | 63 kg masculino     | 9 oct          |
| Medalla de plata                | Thipwara Chontavin                    | Levantamiento de pesas | -63 kg femenino     | 12 oct         |
| Medalla de plata                | Sarawut Sukthet                       | Boxeo                  | 52 kg masculino     | 17 oct         |
| Medalla de plata                | Porntip Buapa                         | Boxeo                  | 60 kg femenino      | 18 oct         |
| Medalla de bronce               | Nareupong Thepsen                     | Bádminton              | Individual femenino | 12 oct         |
| Medalla de bronce               | Weerapon Jongjohor                    | Boxeo                  | 75 kg masculino     | 17 oct         |
| como Equipo Internacional Mixto |                                       |                        |                     |                |
| Medalla de plata                | Kunlavut Vitidsarn                    | Bádminton              | Relevos mixto       | 12 oct         |
| Medalla de plata                | Aitthiwat Soithong                    | Tiro con arco          | Equipo mixto        | 14 oct         |

### General
| Presea        | Medalla de oro | Medalla de plata | Medalla de bronce | Total |
| ------------- | -------------- | ---------------- | ----------------- | ----- |
| TOTAL OFICIAL | 5              | 5                | 2                 | 12    |